# .bm
bm. دامنه اینترنتی جزایر برمودا (متعلق به بریتانیا) است.